# Krzywe mocy (statystyka)
Krzywe mocy (ang. power curves) – pojęcie z zakresu statystyki na oznaczenie krzywych stanowiących graficzne przedstawienie związku pomiędzy z jednej strony mocą testu, a z drugiej strony odpowiadającą jej wielkością efektu (wyrażoną np. jako d Cohena) dla prób o zróżnicowanej liczebności. Krzywe mocy są używane w ramach planowania badań naukowych (w tym projektowania eksperymentów) po to, aby upewnić się, że moc wykorzystywanych testów statystycznych będzie odpowiednia do najmniejszej wielkości efektu, którą w danych warunkach badacze uznają za różnicę istotną z perspektywy praktycznej. 

Pojęcie krzywych mocy wprowadził amerykański statystyk Jacob Cohen, który swój pomysł przedstawił w książce Statistical power analysis for the behavioral sciences.
Przykład wykorzystania krzywych mocy: Załóżmy, że badacz chce zaprojektować badanie w ramach którego wykorzysta test t Studenta, żeby przetestować hipotezę o średniej w jednej próbie. Pożądany przez niego poziom mocy wynosi co najmniej 0,7, zaś pożądana wielkość efektu (wyrażona jako d Cohena) wynosi co najmniej 0,5. Z wykresu przedstawiającego krzywe mocy może odczytać, że liczebność próby musi wynieść co najmniej 25 osób, aby osiągnąć zarówno pożądany poziom i wielkość efektu.
Pojęcia krzywych mocy z dziedziny statystyki nie należy mylić z pojęciem krzywych mocy używanym w fizyce. 